# Polijsten (rijst)

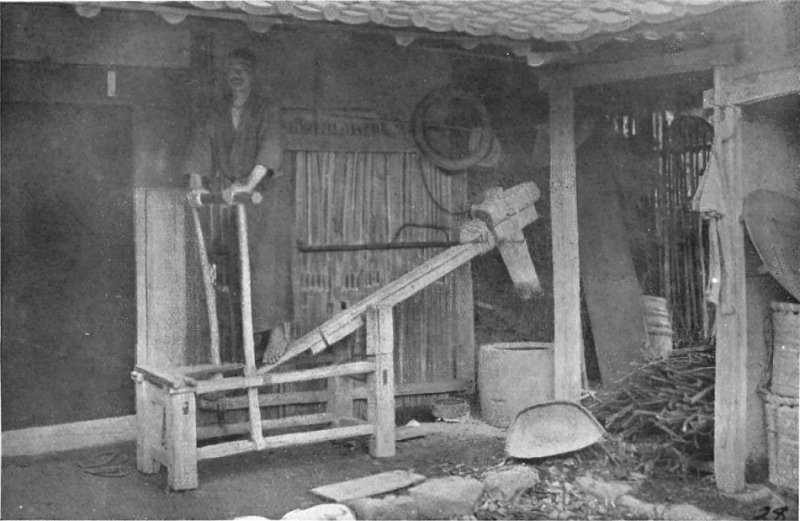
Stampen van rijst: ineffectieve manier van polijsten.

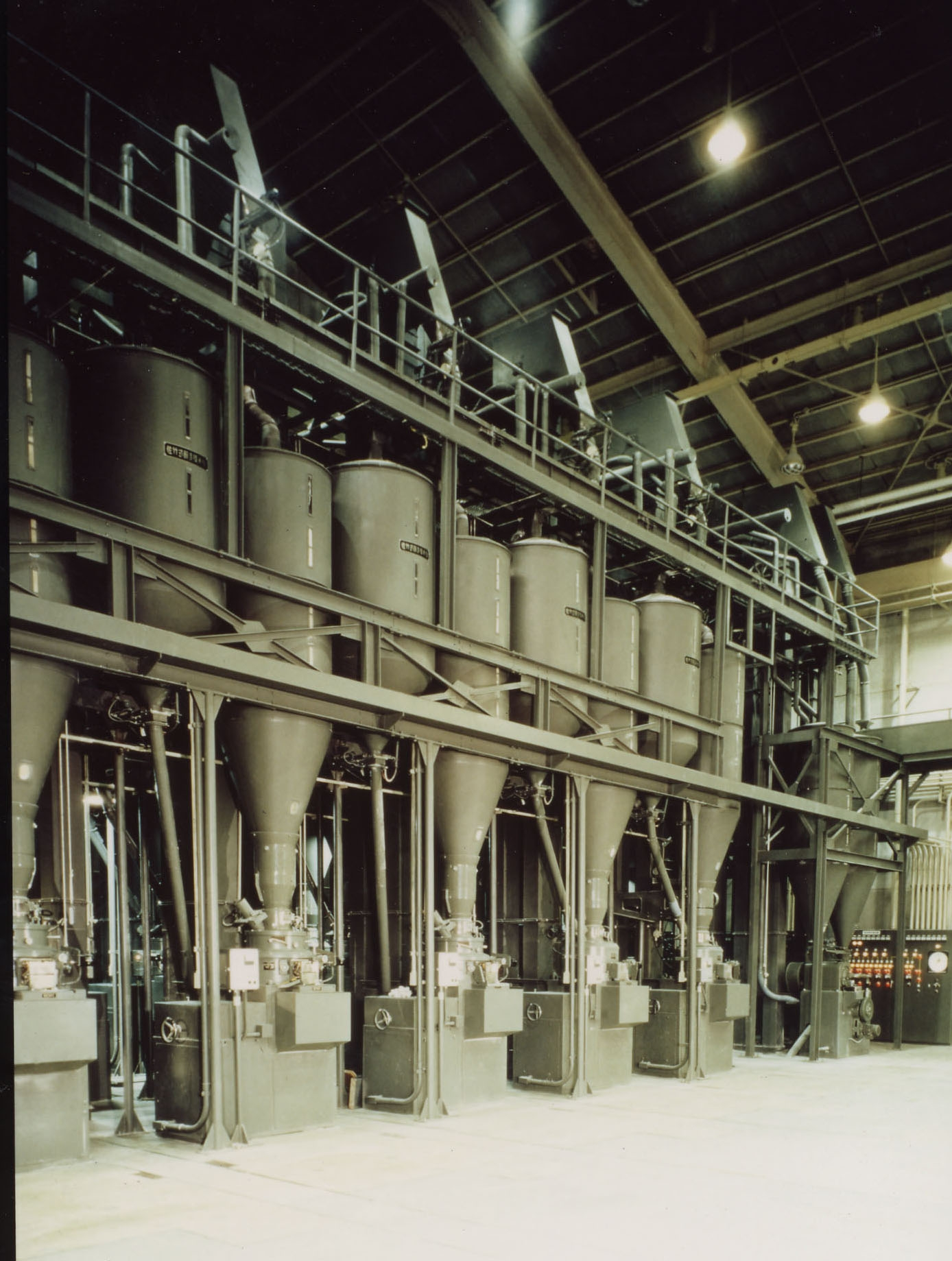
moderne rijstpolijstmachine

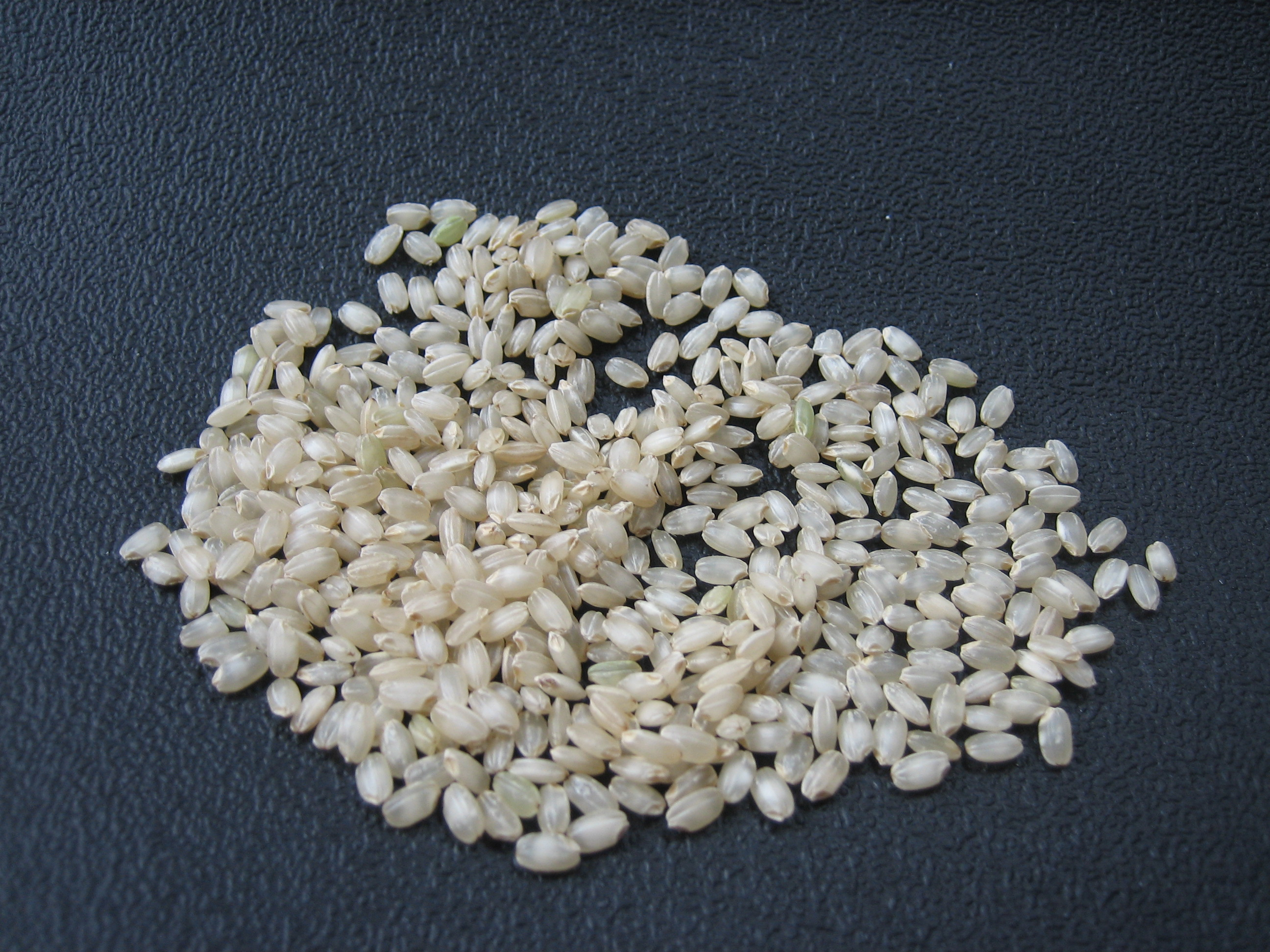
Yamada Nishiki rijst uit Hyogo (ongepolijst).

Polijsten van rijst is een proces dat voornamelijk wordt toegepast voordat men begint met het brouwen van de Japanse drank sake. Het proces vindt plaats nadat de rijst is ontdaan van het bruine kaf en het zilvervlies. De rijstkorrel wordt met behulp van een soort van molensteen gepolijst, waarbij er elke keer dat de rijstkorrel tegen de steen aankomt een stukje van de korrel wordt afgetikt. De mate waarin de rijst gepolijst wordt, is voor het brouwen zelfs zo belangrijk dat hiervoor een rekenformule bestaat. Het resultaat van de berekening, de "Seimai Buai", is het gewicht van de rijstkorrel dat overblijft na het polijsten ten opzichte van het gewicht van voor het polijsten. Op basis hiervan worden de soorten sake ingedeeld in verschillende kwaliteiten.

## Geschiedenis van het polijsten van rijst voor sake
Het verwijderen van de bruine buitenkant van de rijstkorrel werd met steen al in de eerste eeuw na Christus gedaan. Later in de tiende eeuw veranderde het proces en ging men houten stampers gebruiken. Pas in 1578 wordt in Japan melding gemaakt van witte rijst, die ontdaan is van zijn bruine kaf, voor het brouwen van sake. Tot 1784 wordt dit proces in Japan voornamelijk handmatig gedaan. Het verwijderen van de buitenkant van de rijst had eerst nogal wat voeten in de aarde. Het werd met de hand gedaan en het had weinig te maken met polijsten, maar meer met slaan en stompen op rijst. Deze manier van werken was weliswaar niet effectief, maar wel een begin van de volgende stap in de verbetering van sake brouwen. Slechts 8 à 10 procent van de buitenkant, dat niet gewenst was, werd op deze manier verwijderd. De handwerkers die dit deden konden slechts 23 kilo rijst per dag verwerken. Vanaf 1784 kwam er een revolutionaire verbetering: watermolens. Daarmee kon per dag 2400 kilo rijst voor 20 à 25 procent worden gepolijst. Het gebruik hiervan vond in eerste instantie voornamelijk plaats in Nada te Hyogo. Nada werd hiermee een voorloper op het gebied van sake brouwen en tegelijkertijd de plaats waar Sake vandaan moest komen.

## Rijst geschikt voor sake
Het grote verschil tussen sake-rijst en gewone rijst, waar ook sake van gebrouwen kan worden, is de structuuropbouw van sake-rijst. Sake-rijst heeft, afhankelijk van wat voor rijstjaar het is geweest, een kern die bestaat uit geconcentreerd zetmeel of een kern met een relatief hoge concentratie zetmeel. Meer aan de buitenkant bevindt zich het vet en de proteïne.
Het doel van het polijsten van rijst is om in de gepolijste korrel het percentage zetmeel omhoog en het percentage vet en proteïne omlaag te krijgen.
Polijsten van sake-rijst wordt gedaan om sake van hogere kwaliteit te maken.
Gewone rijst heeft niet de hoge concentratie van zetmeel in de kern. Verder zijn vet en proteïne door de gehele korrel in bijna hetzelfde percentage aanwezig. Voor gewone rijst heeft dit proces dus weinig zin. Gewone rijst voldoet dan ook al wanneer alleen de buitenkant verwijderd wordt. Deze rijst hoeft slechts minimaal gepolijst te worden. Gewone rijst is daarmee wel geschikt om eenvoudige sake te brouwen, voor hoogwaardige kwaliteit sake leent deze rijst zich echter niet.

## Kwaliteit sake
Kwaliteit sake wordt vaak met sake-rijst gemaakt. Daarom is het polijsten van de rijst de belangrijkste graadmeter om tot een definitieve indeling in soorten te komen.
Allereerst zijn er de soorten sake waar geen alcohol aan is toegevoegd tijdens het brouwen.
- Junmai (純米). Geen alcohol toegevoegd. (Tot voor kort moest bij een Junmai minimaal 30% van het gewicht van de rijstkorrel worden weggepolijst)
- Tokubetsu junmai (特別純米). Minimaal 30% van het gewicht van de rijstkorrel is weggepolijst, vaak meer, maar het voldoet vaak niet aan alle normen om het Junmai Ginjo te noemen, of de Sake brouwerij wil het die titel niet geven.
- Junmai Ginjo (純米　吟醸). Minimaal 40% van het gewicht van de rijstkorrel is weggepolijst.
- Junmai Daiginjo (純米　大吟醸). Minimaal 50% van het gewicht van de rijstkorrel is weggepolijst.

Daarnaast zijn er de soorten Sake waarbij er een kleine hoeveelheid alcohol is toegevoegd en waarbij de rijstkorrel voor minstens 30% van het gewicht is weggepolijst.
- Honjozo (本醸造). Rijst is voor minimaal 30% van het gewicht weggepolijst.
- Tokubetsu Honjozo (特別　本醸造). Een betere soort Honjozo, maar deze voldoet vaak niet aan alle normen om hem Ginjo te noemen, of de sakebrouwerij wil hem geen Ginjo noemen.
- Ginjo (吟醸). Rijst is voor minimaal 40% van het gewicht weggepolijst.
- Daiginjo (大吟醸). Rijst is voor minimaal 50% van het gewicht weggepolijst.